# قيقب أحمر
القيقب الأحمر نوع نباتي ينتمي إلى جنس القيقب من الفصيلة الصابونية.

## موطنه
ينتشر في المناطق الشرقية من أمريكا الشمالية. يستخدم على نطاق محدود لإنتاج شراب القيقب.